# Teresa Vallverdú i Albornà
Teresa Vallverdú i Albornà (l'Arboç, 2 de febrer del 1968) és una lingüista i política catalana, diputada al Parlament de Catalunya en la desena i onzena legislatures.

## Biografia
Llicenciada en Filologia Catalana per la Universitat de Barcelona, màster en lingüística general per la Universitat d'Indiana i màster en teoria gramatical per la Universitat Autònoma de Barcelona. Ha exercit de professora a la Universitat d'Indiana i a la Universitat Autònoma de Barcelona i ha treballat de lingüista a Catalunya Ràdio i a Televisió de Catalunya. És autora d'un capítol de la Gramàtica del català contemporani.
Militant d'Esquerra Republicana des del 2004, ha estat regidora de l'Ajuntament de l'Arboç (2011-2014). Va ser escollida diputada al Parlament de Catalunya per Esquerra Republicana a les eleccions del 2012. El 2015 es va presentar a les eleccions al Parlament de Catalunya amb la candidatura independentista Junts pel Sí, i va ser escollida novament diputada.
A les eleccions de desembre 2017 va anar a la llista de Tarragona d'Esquerra Republicana, però no va ser escollida diputada al Parlament.